# Endogen
Endogen står för en händelse eller ett objekt som härrör inifrån ett system.  Begreppet kommer från de grekiska orden "endo" och "gen", som betyder innanför och produktion. Endogen är motsatsen till exogen, som står för något som genereras utanför själva systemet. 

## Ekonomi
Inom nationalekonomi och finansiell ekonomi kallas en variabel för endogen om den förklaras inom den ekonomiska modell där den förekommer. Till exempel i en utbud- och efterfrågemodell av jordbruksmarknaden utgör pris och kvantitet endogena variabler eftersom deras värden förklaras av modellen i sig.

## Psykologi
En känsla eller ett beteende är endogent om det uppstår spontant till följd av en individs interna psykiska tillstånd.

## Biologi
Endogena substanser är sådana som har sitt ursprung inifrån en organism, en vävnad eller en cell. Man kan exempelvis tala om endogena kemikalier, när man talar om kemikalier som kroppen själv producerar.

## Geologi
Alla processer som äger rum inom jorden och andra planeter betraktas som endogena.